# Paradisier sifilet
Parotia sefilata
Espèce
Statut de conservation UICN

 LC  : Préoccupation mineure
Statut CITES
Le Paradisier sifilet (Parotia sefilata) est une espèce d'oiseaux de la famille des Paradisaeidae.

## Description
Il mesure 33 cm avec une queue de longueur moyenne.
Le mâle a un plumage noir avec sur la poitrine un écusson triangulaire vert jaune et un triangle de plumes argentées sur la tête. Son plumage est complété de longues plumes noires sur le côté de la poitrine et de trois plumes décoratives derrière chaque œil.
La femelle a un plumage marron sans aucune décoration.

## Distribution
Monts Arfak et Tamrau et montagnes Wandamen dans le péninsule de Doberai en Nouvelle-Guinée Occidentale.

## Dénomination
Forster, 1781, avait nommé cette espèce Paradisea sefilata dont le nom spécifique latinisé fait référence à ses six filets (sex : six, filum : fil, atus : qui porte). L’étymologie du nom français « sifilet » est la même (Ottaviani 2012).

## Habitat
Son milieu électif est la forêt de moyenne montagne entre 1 400 et 1 800 m (Gilliard 1969), entre 1 100 et 1 900 m et la forêt secondaire bien pourvue de petites branches basses et transversales utilisées lors des parades (Frith & Frith 2009).

## Alimentation
Elle consiste essentiellement en fruits (surtout des figues), en noix et en insectes et petits vertébrés (Gilliard 1969).

## Mœurs
Les mâles sont solitaires et vivent en altitude dans le massif forestier tandis que les femelles et les jeunes occupent des étages plus bas (Gilliard 1969). Ce sifilet recherche les arthropodes dans l’écorce des arbres, parfois sous les branches, et dans les plantes épiphytes. Il peut se joindre à d’autres espèces en nourrissage (Frith & Frith 2009).

## Voix
Les appels ont été décrits comme des gned gned ou gnaad gnaad criards. Le mâle sur son aire de parade émet des cris rauques et sonores mais la femelle produit de doux miaulements aigus (Frith & Frith 2009).

## Parade nuptiale
La période de parade nuptiale commence début août et se termine fin octobre. L’aire de parade mesure environ deux mètres de diamètre avec des branches en travers jusqu’à trois-quatre mètres au-dessus. Le mâle retire les feuilles des branches car il les utilise comme perchoir de parade et il entretient également la piste en retirant feuilles et débris végétaux. La parade nuptiale consiste à la fois en postures statiques et actives  (en pliant les pattes) avec des déploiements complexes et conjugués des plumes des flancs, du plastron, de la taille, de la nuque et des filets. Elle commence sur un perchoir horizontal où le mâle sautille de droite à gauche tout en agitant ses ailes entrouvertes et en ouvrant sa queue en éventail. Puis il saute sur la piste et exécute une parade complexe faite de postures figées et de courbettes. Enfin la femelle sollicite l’accouplement en s’accroupissant sur le perchoir, le bec grand ouvert et les ailes vibrantes (Ottaviani 2012).

## Nidification
L’examen de gonades de mâles suggère une nidification de juillet à janvier. La femelle construit et s’occupe seule du nid mais les autres activités de la nidification (site du nid, couleur des œufs, incubation, soins et développement des oisillons) restent inconnues (Frith & Frith 2009).

## Statut
L’espèce semble commune voire franchement abondante localement.